# Tristania
A Tristania egy norvég együttes, amit 1996-ban alapított Morten Veland, Einar Moen és Kenneth Olsson. Jellemzően szimfonikus gót metalként sorolják be őket, de a korai albumaik a death és a doom metal jegyeit is magukon viselik. A zenekar elnevezése feltehetően a norvég trist szóból ered, melynek jelenestése szomorú, nyomasztó, lehangoló, de a Tristania egy Ausztráliában őshonos növény elnevezése is egyben.

## Története
A norvégiai Stavanger városában 1996-ban alapította Morten Veland (vokál és gitár), Einar Moen (szintetizátor) és Kenneth Olsson (dob), majd néhány hét múlva csatlakozott hozzájuk Anders Høyvik Hidle (gitár és vokál) és Rune Østerhus (basszusgitár). 1997 májusában stúdióba vonultak és a Klepp Lydstudioban elkészítették első demo felvételeiket. Vibeke Stene (női vokál) eredetileg csak erre az alkalomra csatlakozott az együtteshez , de később állandó tag lett. A Tristania a Napalm Records kiadóhoz szerződött és megjelentettek egy demo lemezt, ami az együttes nevét viselte.
1998-ig kellett várni az első stúdióalbumukra, ekkor jelent meg ugyanis a Widow's Weeds. Az album ötvözte a klasszikus szimfonikus metalt a gót, death és black metallal, valamint a klasszikus zenével. Az album elkészítésénél segédkezett Østen Bergøy (ének) és Pete Johansen (hegedű), akik később fontos szerepet kaptak a zenekar életében. Az első Norvégián kívüli fellépésükre még ebben az évben sor került Belgiumban, majd Ausztriában, ezután pedig a Solefald és a Haggard együttessel indultak el első európai koncertkörútjukra.

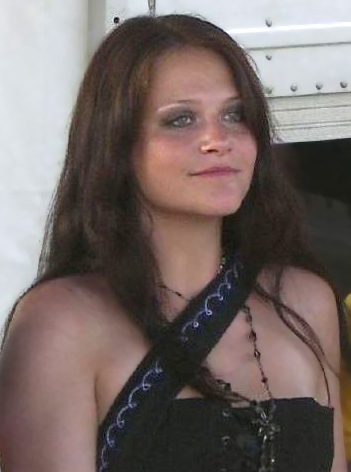
Vibeke Stene 2006-ban, 8 hónappal az együttesből való távozása előtt.

A második nagylemez az 1999-ben megjelent Beyond The Veil, aminek zenéjét az előző albumhoz hasonlóan most is Veland és Moen írta, a dalszövegek pedig Hidle és Moen munkáját dicsérik. Ezután a szintén norvég The Sins of Thy Beloves és Trail of Tears együttesekkel, valamint a német Antichrisis társaságában újabb európai turnéra indultak, most viszont már ők álltak a középpontban. Még ugyanebben az évben a Tiamat és az Anathema zenekarral is turnéztak. 2000-ben még több fellépésük volt. Decemberben Veland kilépett a zenekarból.
A következő albumuk World Of Glass címmel 2001 szeptemberében jelent meg. Bővült a klasszikus és indusztriális elemek száma, illetve a zenekar egyetlen feldolgozása is ezen az albumon található. (A norvég Seigmen rock együttes The Modern End című számára esett a választásuk) Bergøy, aki az együttes oszlopos tagjává vált, a dalszövegek jelentős részének megírását magára vállalta. Kjetil Ingebrethsen (death vokál), aki az album turnéján is segédkezett, 2002-ben csatlakozott a Tristániához és még több fellépésre indultak Európába és Dél-Amerikába.
Az ezt követő években szünetet tartottak a turnék tekintetében és a dalszerzésre fókuszáltak. 2005 februárjában, már az SPV kiadó gondozásában jelent meg Ashes című albumuk, ami elhagyta a zenekarra eddig oly jellemző klasszikus zenei és operai elemeket. A Nightwish, Gothminister és a Kreator együttessel ismét turnéra indultak, továbbra is Európába, illetve Dél-Amerikába. Ezután Ingebrethsen bejelentette távozását, aki helyére nem kerestek új tagot, Hidle átvállalta a death vokált is.
Az Illumination 2007 elején jelent meg, Svein Terje Solvang pedig ekkorra vált teljes jogú taggá. Vibke Stene énekesnő váratlanul kilépett az együttesből és az énektanári pályát választotta. A Tristania így az eddigi tervek feladására kényszerült, új énekesnek az olasz Mariangela Demurtas-t választották.
2008-ban ismét távoztak a zenekarból, ezúttal Østerhus és Solvang lépett ki, helyükre Ole Vistnes (basszusgitár) és Gyri Losnegaard (gitár) érkezett, ezzel a felállással indultak kijevi fellépésükre. Ezután távozott a másik alapító tag Kenneth Olsson, aki helyére Tarald Lie (dob) került, míg Østen Bergøy családi okok miatt már nem tudott teljesen az együttesre koncentrálni. Kjetil Nordhus (tiszta vokál) 2010-ben csatlakozott hozzájuk és a sok változás után végre megjelent a Rubicon című hatodik, 2013-ban pedig a Darkest White című hetedik albumuk.
Ezt követően sokáig nem hallatott magáról a csapat, és bár időről időre felröppentek hírek új nagylemezről, valamint 2019-ben, a 70000 Tons of Metal elnevezésű óceánjárós fesztiválon is felléptek, nem lehetett biztosat tudni a zenekar jövőjéről.
Végül 2022. szeptember 17-én közösségi oldalaikon jelentették be feloszlásukat, amelynek hátterében nem személyes ellentétek álltak, hanem az egyik tag súlyos családi problémái. Azonban Mariangela Demurtas Facebook-oldalán elmondta: ő szólóban folytatja énekesi pályáját, a tagok pedig más projektekben vesznek részt a jövőben.

## Zenei besorolásuk
A korai albumok alapja a melodikus death metalra jellemző riffek és a death vokál dominanciájából állt. Erős hatással volt rájuk a doom metal, ami leginkább lassúbb számoknál megfigyelhető. A női, operás vokálok kiemelt szereppel bírnak, csakúgy, mint a kísérő kórusok és a klasszikus zenei hangszerek (orgona, csembaló, fuvola és hegedű). A zenekar korai albumain Morten Veland death vokálja is erőteljesen hozzákapcsolódott a felsorolt elemekhez, akinek távozása után Anders Høyvik Hidle és Kjetil Ingebrethsen vette át szerepét.

## Diszkográfia

### Stúdióalbumok
- Widow's Weeds (1998)
- Beyond The Veil (1999)
- World Of Glass (2001)
- Ashes (2005)
- Illumination (2007)
- Rubicon (album) (2010)
- Darkest White (2013)

### Demók és kiselemezek
- Tristania (Demó) (1997)
- Angina (1999)
- Sanguine Sky (2007)

### Koncertlemezek
- Widow's Tour (1999)

## Tagok

### Jelenlegi tagok
- Mariangela Demurtas – női vokál (2007–)
- Kjetil Nordhus – tiszta vokál (2010–) (korábban 2009–2010)
- Anders Høyvik Hidle – gitár (1996–)/death vokál (2007–)
- Gyri Smørdal Losnegaard – gitár (2009–)
- Ole Vistnes – basszus/háttérvokál (2009–) (korábban 2008–2009)
- Einar Moen – szintetizátor (1996–) (nem koncertezik)
- Tarald Lie Jr. – dobok (2010–) (korábban 2006–2010)

### Korábbi tagok
- Kenneth Olsson – dobok (1996–2010)
- Østen Bergøy – tiszta vokál (2001–2010) (korábban 1997–2001)
- Rune Østerhus – basszus (1996–2009)
- Svein Terje Solvang – gitár (2005–2008)
- Vibeke Stene – női vokál (1997–2007)
- Kjetil Ingebrethsen – death vokál (2001–2006)
- Morten Veland – gitár/death vokál (1996–2000)

### Ideiglenes tagok
- Pete Johansen – (hegedű, Widow's Weeds, Beyond the Veil, World of Glass és Rubicon albumokon)
- Jan Kenneth Barkved – (tiszta vokál, Beyond The Veil és World Of Glass albumokon)
- Ronny Thorsen – (death vokál a World Of Glass albumon)
- Hans Josef Groh – (cselló az Ashes albumon)
- Vorph – (death vokál az Illumination albumon)
- Petra Stalz – (hegedű az Illumination albumon)
- Heike Haushalter – (hegedű az Illumination albumon)
- Monika Malek – (brácsa az Illumination albumon)
- Gesa Hangen – (cselló az Illumination albumon)
- Kjell Rune Hagen – (basszus, koncerteken 2005–2008)
- Jonathan A. Perez – (dobok, koncerteken 2005)

## Külső hivatkozások
- Hivatalos weboldal
- Tristania az Encyclopaedia Metallum-ban